# Уставна криза у Босни и Херцеговини
Уставна криза у Босни и Херцеговини обележила је већи део 2009. године, и до средине 2010. године још није разрешена. Предвиђања за њено разрешење варирају од укидања ентитета, до распада земље.

## Светска економска криза и фактички банкрот Федерације БиХ
У другој половини 2008. године, економска криза која је већ годину дана потресала САД, ескалирала је на цео свет. Ионако тешка ситуација у Федерацији БиХ, еклатантно се потврдила већ у јуну те године, фактичким банкротом овог ентитета након исплата јунских доходака тамошњим функционерима, констатовано је да је на буџетским рачунима овог ентитета преостало свеукупно 434 конвертибилних марака. Многи извори сматрају управо ово извором каснијих политичких превирања.

## Устав БиХ
Актуелни устав Босне и Херцеговине садржан је у Дејтонском споразуму, који је, као мировни уговор, потписан 1995. године. Као предуслов за улазак земље у њено чланство, Европска унија је навела промену дотичног устава, што су челници Републике Српске одбили, страхујући да би те промене довеле до укидања ентитета чиме би друге етничке заједнице, пре свих Бошњаци заузели доминантан положај у држави. 
Тиме је земља доведена у најозбиљнију кризу од окончања рата. Лидери другог ентитета Федерације БиХ, поричу овакве тврдње.

## Институционална криза
Босна и Херцеговина је застала у својим евроатлантским интеграцијама, а крајем 2009. године, када су Србија, Црна Гора и Македонија стављене на тзв. „белу шенген листу“, тј., када су овим земљама укинуте визе за државе Шенгенског споразума, БиХ је због неиздавања биометријских пасоша што је директна последица спорих реформи остала под визним режимом. Нека предвиђања су најављивала укидање виза за средину 2010. године, међутим, до августа 2010. године то није остварено. Недостатак компромиса, зауставио је рад заједничких институција у земљи. У лето 2009. године, ЕУ и САД су заказале преговоре у НАТО бази у Бутмиру, недалеко од Сарајева, са намером да натерају представнике свих конститутивних народа Срба, Хрвата и Бошњака да постигну компромис. Након неколико дана преговора у другој половини октобра, и покушаја наметнутог решења, преговори су пропали. Верује се да је разлог за ово неповољан предлог по српску страну, који је подразумевао смањења ентитетских овлашћења.

## Захтеви за стварање хрватског ентитета
Након што су преговори о реконституисању почели да се одвијају, хрватска страна је у више наврата затражила стварање њиховог ентитета на подручју насељеном већинским хрватским становништвом. Председник ХДЗ-а БиХ, Драган Човић је истицао да је „стварање хрватске федералне јединице за њега минимум, као и да ће то захтевати у преговорима“. Подршку је добио од представника Републике Српске, који су, иронично, критиковани од стране руководства Хрватске. Ови захтеви додатно су повећали ионако велике међуетничке тензије.

### Инцидент у Широком Бријегу
Шпекулације о великим тензијама међу народима БиХ у самој Федерацији Босне и Херцеговине, убрзо су добиле потврду дана 4. октобра 2009. године, навијачи Фудбалског Клуба „Сарајево“, махом бошњачке националности, изазвали су инциденте на улицама Широког Бријега, херцеговачког града, насељеног махом Хрватима. Ово се догодило пре почетка утакмице њиховог са истоименим клубом из тог града. Након прављења материјалне штете, обрачунали су се са домаћим навијачима. Након интервенције полиције, дошло је и до оружаног обрачуна, који се окончао убиством једног навијача из Сарајева, као и десетинама повређених.

## Политика Републике Српске
Током 2009. године, водиле су се праве расправе међу члановима друштвених мрежа, попут „Фејсбука“, о будућем статусу Босне и Херцеговине, и нарочито Републике Српске. Ове расправа директна је последица политичких превирања, али и vice versa лидери РС су тврдили да је њихова политика последица народне воље. Почетком 2010. године, став руководства РС је постао још радикалнији, до 10. јануара су најављена чак два референдума: први, најављен за прву половину године, ће се односити на даље поштовање Дејтонског споразума и одлука овлашћеног високог представника (ОХР); а други о самом статусу РС, и њеном евентуалном одвајању од Бих.

## Питање ОХР-а
Један од захтева српске стране на преговорима у Бутмиру био је укидање „ОХР“-а, односно Овлашћеног високог представника Европске уније, који од 2003. године руководи мировним процесом у БиХ. Милорад Додик је отворено тврдио како су сви контакти руководства РС са ОХР-ом у прекиду. Подршку за овакве предлоге, РС је добила и од Русије. Почетком 2010. године, актуелни ОХР, Валентин Инцко, запретио је да ће применити све неопходне механизме како би спречио кршње Дејтонског споразума. Српска страна је узвратила најавом референдума, на којем ће се становништво РС изјашњавати о даљем поштовању Дејтонског споразума и поштовању одлука ОХР-а.

## Међународна заједница

### САД и ЕУ
Став САД и ЕУ је да се границе БиХ не смеју мењати. Они се залажу за јачу централну власт у земљи, што је формулисано и у њиховом предлогу, изнесеном у Бутмиру.

### Русија
Са своје стране, Русија се противи уставним променама у БиХ. Амбасадор Русије у УН-у, Виталиј Чуркин је изјавио да сматра да је тзв. „бутмирски пакет“, који је предложен, био покушај „блицкриг“ уставних реформи, као и укидања ентитета, пре свега на штету српског народа.

### Србија
Велике контроверзе изазвало је питање става Србије, у случају евентуалног проглашења независности Републике Српске, с обзиром на то да је сама Србија активни учесник контроверзног питања проглашења независности Косова и Метохије, које сматра својом покрајином. Везе влада Србије и РС су веома блиске, а две земље имају и споразум о посебним односима. Такође, везе српског народа са обе стране Дрине су веома блиске. Ипак, тадашњи председник Србије, Борис Тадић више пута је напоменуо да се Србија неће мешати у унутрашња питања БиХ, као и да неће подржати дељење земље.

### Хрватска
Бивши хрватски председник, Стјепан Месић, више пута је изјављивао да не подржава стварање трећег ентитета у БиХ, као и да би распадом земље настала исламска држава усред Европе. Са своје стране, Милорад Додик је одвратио да Месић нема права да се меша у унутрашња питања РС. Дана 17. јануара 2010. године, Месић је потигао регионалне тензије, изјавом да би у случају отцепљења Републике Српске, послао војску у дистрикт Брчко и пресекао коридор, чиме би овај ентитет моментално престао да постоји. Реакције су биле бурне и у Хрватској, и у БиХ, па и у Србији. Новоизабрани хрватски председник, Иво Јосиповић је изјавио како слање војске није опција. Још бурније је реаговао српски председник, Борис Тадић, који је 22. јануара критиковао Месићеву изјаву пред Саветом Безбедности Уједињених нација, тврдећи да никоме не користе ратнохушкачке изјаве и да Србија одбацује провокације. Месић је одвратио да је о свему причао у кондиционалу.